# Paracuellos
Pour les articles homonymes, voir Paracuellos (homonymie).
Paracuellos est une série de bande dessinée autobiographique de l'espagnol Carlos Giménez, généralement considérée comme son « œuvre majeure ».

## Synopsis
La série montre le quotidien d'enfants dans un orphelinat en Espagne après la guerre civile. 
L'auteur, qui a passé son enfance (de six ans à quatorze ans) dans un centre d'accueil de l'institution phalangiste Auxilio social (aide sociale), s'est servi de ses souvenirs et de divers témoignages pour raconter les brimades et les sévices que subissaient les enfants, soumis à une éducation fondée sur la religion et l'instruction militaire.

## Personnages

### Les enfants

#### Les faibles et les gentils
- Pablito : le personnage qui représente l'auteur enfant, faisant déjà le projet de devenir dessinateur (appelé aussi parfois Carlos dans la BD).
- Antonio dit « Tonin » dit « Cagapoco », le malchanceux
- Alpiste
- « Pirracas »
- Moratalla, le poète
- Peribanez, le romancier
- Galvez, le conteur
- Gaspard, l'acteur
- Hormiga
- Antonio Sanchez
- Pepinillo
- Miguel Diaz
- Felipe Alsina

#### Les débrouillards
- Pichi, le « fort en gueule »
- Poly, "le clairon"
- Eugenio Mercader, le plus « cap' » du foyer
- Adolfo, meilleur ami de Pablito. Il fait le mur à la fin du tome II, mais on le voit réapparaître par la suite
- José « Musculines », le frère de Poly

#### Les kapos
- Orozco
- Ormazabal
- Higo. Higo est un fayot et un délateur ; les autres enfants se moquent de lui car il mouille son lit.

#### Les brutes et les emmerdeurs
- Delso Pirana
- son frère, « petit Pirana »
- Pim-Pom
- Gamez
- Antonio Diez, dit "« Porterito »
- Sancha « El plancha »
- Botas

### Les adultes

#### Les grands frères
- Tonin et Tito, les frères de Pablito
- Manu, le frère d'Adolfo, qui l'aidera à faire le mur

#### Les cadres
- Le père Rodriguez, directeur du foyer, inventeur de la « double baffe »
- Le père Pedro, séminariste et pédagogue dans l'âme
- L'instructeur Antonio, phalangiste et brute parfaite
- L'instructeur Mistrol, clone d'Antonio
- Mademoiselle Araceli, surnommée « la baguette »
- Mademoiselle Sagrario, qui se livre à un autodafé de bandes dessinées dans le Tome II
- Mademoiselle Delfina Delicado

Tous les adultes, sauf les grands frères, sont dessinés de façon peu flatteuse, ce qui reflète le point de vue d'un petit enfant qui les regarde d'en-dessous : ils sont représentés ventripotents, avec des doubles mentons et des poches sous les yeux. Les femmes sont implicitement ou explicitement représentées comme frustrées sexuellement, et/ou lesbiennes.

## Publication
1. Paracuellos (1977) ; traduit en français par Gotlib en 1980 (Audie)
2. Paracuellos 2 (1982) ; traduit en français en 1981 (Audie)[2]
3. Paracuellos 3 (1999)
4. Paracuellos 4 (2001)
5. Paracuellos 5 (2002) avec une préface de Paco Ignacio Taibo II.
6. Paracuellos 6 (2003)

## Récompenses
Paru en 2020 en France, le tome 2 de Paracuellos (Fluide glacial) figure dans la sélection pour le fauve d'or au Festival d'Angoulême 2021.
- Prix du meilleur album au Festival d'Angoulême 1981[4].
- Prix de la meilleure œuvre et du meilleur scénario pour Paracuellos 3 au Salón del Cómic de Barcelone en 1999.
- Prix du patrimoine du Festival d'Angoulême 2010.

### Documentation
- Vincent Bernière, « Paracuellos », dans Primé à Angoulême, Éditions de l'An 2, 2003, p. 24-25.
- Paul Gravett (dir.), « De 1970 à 1989 : Paracuellos », dans Les 1001 BD qu'il faut avoir lues dans sa vie, Flammarion, 2012 (ISBN 2081277735), p. 358.